# Taleporia
Taleporia is een geslacht van vlinders van de familie van de zakjesdragers (Psychidae).

## Soorten
- T. actatopis Meyrick, 1936
- T. aethiopica Strand, 1911
- T. amariensis Saigusa, 1961
- T. aphrosticha Meyrick, 1912
- T. autumnella Rebel, 1919
- T. borealis Wocke, 1862
- T. caucasica Kozhanchikov, 1956
- T. cawthronella Philpott, 1921
- T. clandestinella Zeller, 1852
- T. defoliella Constant, 1895
- T. discussa Meyrick, 1921
- T. euxina Zagulajev, 1997
- T. improvisella Staudinger, 1859
- T. isozopha Meyrick, 1936
- T. krooni Sobczyk, 2019
- T. mesochlora Meyrick, 1918
- T. microphanes (Meyrick, 1888)
- T. nigropterella Saigusa, 1961
- T. petroeca Meyrick, 1937
- T. politella (Ochsenheimer, 1816)
- T. pseudoimprovisella Witt & de Freina, 1984
- T. sciacta Meyrick, 1921
- T. shosenkyoensis Saigusa, 1961
- T. triangularis Philpott, 1930
- T. trichopterella Saigusa, 1961
- T. tubulosa (Retzius, 1783) - sigaarzakdrager
- T. zopha Meyrick, 1936